# Cascada Clocota
Cascada Clocota este o cascadă situată în partea sud-estică a stațiunii Geoagiu-Băi, aproape de centrul orașului;
accesul se poate face pe două căi - pe poteca ce coboară din drumul ce duce spre orașul Geoagiu sau prin stațiune, pe o străduță îngustă ce se desprinde de drumul dintre Hotelul Diana și centrul civic al stațiunii; se formează pe râul Clocota; deși nu are dimensiuni mari, impresionează prin cădere și amplasament.